# Ильиновка (Тамбовская область)
Ильиновка — деревня Ламского сельсовета (с 2014 года) Сосновского района Тамбовской области.

## География
Ильиновка расположена рядом с местом пересечения асфальтобетонной автодорогой Вторые Левые Ламки — Христофоровка небольшой речки Ильинки, которая делит деревню на две неравные части. Через эту автодорогу, на Ильинке находится большой пруд, разделённый дамбой на две части. Ещё несколько прудов поменьше располагаются в самой деревне.
Расстояние до центра сельсовета (села Вторые Левые Ламки) — 7 километров, до Тамбова — около 70 километров по прямой, 100 километров по автодороге (через Красный Хутор).

## Население
| 2010 |
| ---- |
| 68   |

Ильиновка появилась в начале XIX века, поскольку на карте (план генерального межевания) 1790 года «сельца Ильинского» ещё нет. Упоминается в документах ревизской сказки 1834 года 8-й переписи по Козловскому уезду Тамбовской губернии, как сельцо Ильинское. (Сельцо — имеется часовня или барский дом). Там же указывается, что при «7-й ревизии 1816 г.» она уже была и в сельце числилось 64 души муж. пола. По 8-й ревизии: крестьянских дворов — 13, муж. пола — 92 душ., жен. пола — 93 душ. Население Ильиновки увеличивалось до 40-х годов 20 века, а во второй половине 20 века пошло на убыль: 1862г.-513чел.,1880г.- 576чел., 1914г.-773чел., 1929г. -1153чел., 1981г.-350чел., 1990г. -180чел., 2010г.-68чел. 